# Belgia na Zimowych Igrzyskach Olimpijskich 1972
Belgię na Zimowych Igrzyskach Olimpijskich 1972 reprezentował 1 zawodnik.

## Skład kadry

### Narciarstwo alpejskie

#### Mężczyźni
| Zawodnik         | Konkurencja   | 1. przejazd | 1. przejazd | 2. przejazd | 2. przejazd | Czas końcowy | Pozycja | Źródło |
| Zawodnik         | Konkurencja   | Czas        | Pozycja     | Czas        | Pozycja     | Czas końcowy | Pozycja | Źródło |
| ---------------- | ------------- | ----------- | ----------- | ----------- | ----------- | ------------ | ------- | ------ |
| Robert Blanchaer | Zjazd         | 2:02.45     | 42.         | Nie dotyczy | Nie dotyczy | 2:02.45      | 42.     | [ 1 ]  |
| Robert Blanchaer | Slalom Gigant | 1:43.59     | 42.         | 1:45.79     | 33.         | 3:29.38      | 34.     | [ 2 ]  |
| Robert Blanchaer | Slalom        | 1:05.78     | 36.         | 1:01.58     | 25.         | 2:07.36      | 25.     | [ 3 ]  |